# Zelotes bonneti
Zelotes bonneti är en spindelart som beskrevs av Jean-Yves Marinaro 1967. Zelotes bonneti ingår i släktet Zelotes och familjen plattbuksspindlar.
Artens utbredningsområde är Algeriet. Inga underarter finns listade i Catalogue of Life.